# ابویزید
ابویزید مَخلَد بن کَیداد (حدود ۸۷۴ – ۱۹ اوت ۹۴۷) رهبر اباضیِ شورش علیه فاطمیان بود. او از تبار قبیلهٔ بنی ایفران، یکی از شاخه‌های اصلی بربرهای زناته در شمال آفریقا بود. تعلیمات فرقهٔ اباضی نقّاری، یکی از جریان‌های اصلی خوارج اباضی، را فرا گرفت و به آن گروید. با گذشت زمان، ابویزید به‌عنوان امام و شیخ نقّاریان در مغرب انتخاب شد، اما دیری نپایید که از اصول پذیرفته‌شدهٔ اباضیان معتدل فاصله گرفت و ترور دشمنان را جایز دانست. در سال ۳۱۶ هجری/۹۲۸ میلادی، تحرکات خود را علیه فاطمیان در جنوب اِفریقیه (تونس امروزی) آغاز کرد. با پیوستن گروه‌های بربر به او، ابویزید در سال ۳۲۲ هجری/۹۴۳–۹۴۴ میلادی شورش بزرگی را علیه فاطمیان به راه انداخت. سال بعد، او شهر مهدیه، پایتخت فاطمیان و مقر خلیفهٔ دوم فاطمی، القائم، را به محاصره درآورد. منصور، فرزند و جانشین القائم، ماه‌ها به‌طور شخصی شورشیان را تعقیب کرد و سرانجام در سال ۳۳۶ هجری/۹۴۷ میلادی، ضربهٔ نهایی را در کوهستان کیانا بر ابویزید وارد ساخت. ابویزید به اسارت درآمد و اندکی بعد بر اثر جراحات درگذشت.